# 尼古拉斯·雲尼路
尼古拉斯·雲尼路(Gastón Nicolás Reniero，1995年3月18日—），是一名阿根廷的職業足球運動員，司職前鋒，現效力阿根廷甲組足球聯賽球隊競賽會。

## 外部連結
- Soccerway資料庫：尼古拉斯·雲尼路